# Rockstadt Extreme Fest
Rockstadt Extreme Fest este un festival de muzică heavy metal care are loc anual pe terenul de biatlon de la baza cetății orașului Râșnov din România. Subintitulat „On the grounds of Transylvania”, festivalul se desfășoară în luna august, pe durata mai multor zile. Festivalul este dedicat în special metalului extrem, dar este deschis și altor genuri muzicale, precum heavy metal, power metal, symphonic metal, crossover thrash, metalcore sau punk rock.
Prima ediție a festivalului a avut loc în anul 2013, a durat 3 zile, iar printre trupele cap de afiș s-au numărat Gojira, Napalm Death, Primordial și Septicflesh.
Ediția din 2019, care a avut loc între 1 și 4 august, a fost prima care a beneficiat de două scene mari.

## Rockstadt Extreme Fest 2013

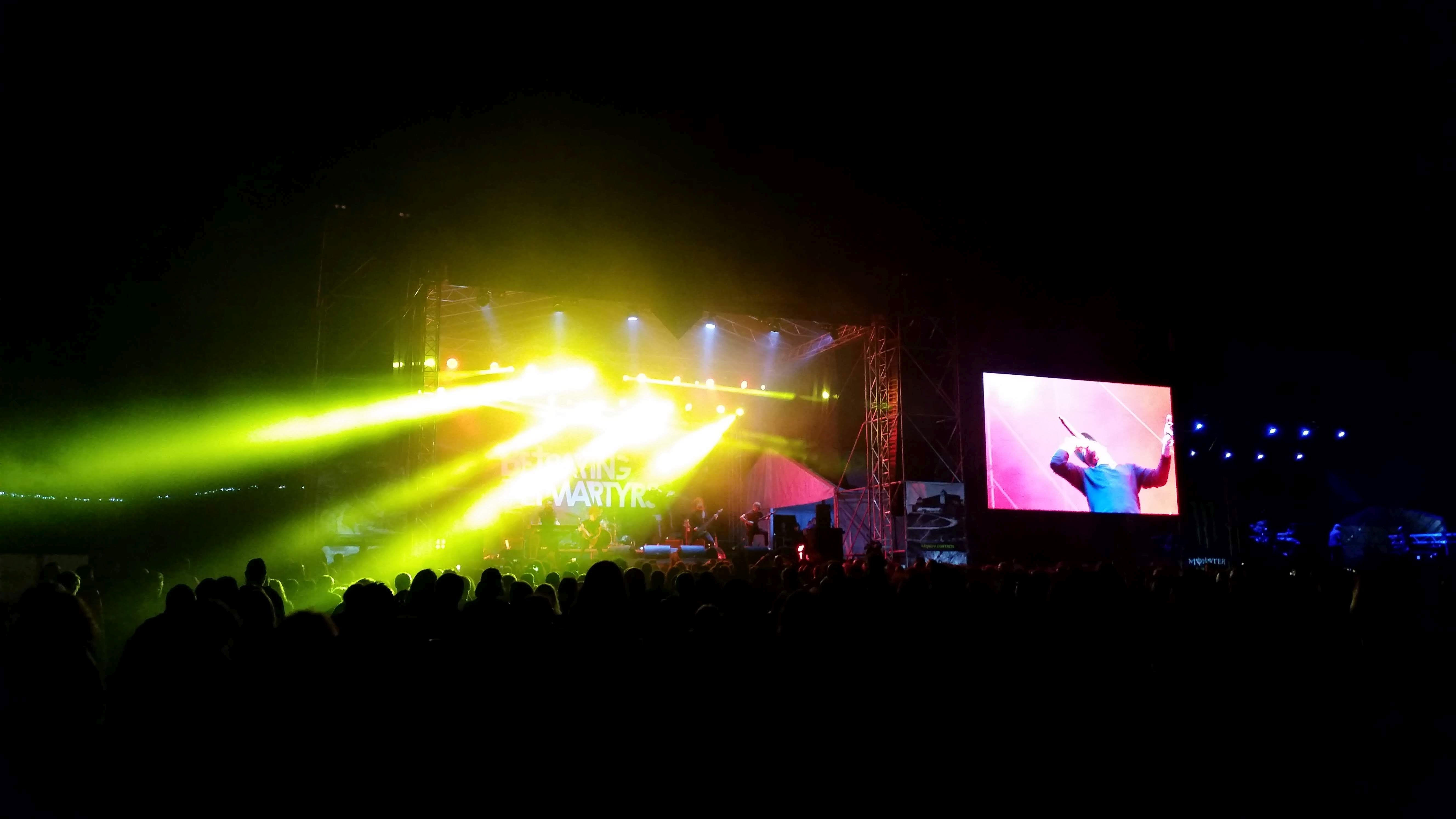
Concert al trupei Betraying The Martyrs pe scena „Brașov” a festivalului, 1 august 2019.

Prima ediție a Rockstadt Extreme Fest s-a derulat în 2013, între 29 și 31 august.
| O singură scenă                                                                                  |                                                                                         | |
| 29 august 2013                                                                                   | 30 august 2013                                                                          | 31 august 2013                                                                                       |
| Trooper Gothic România Ministry Abigail Roadkillsoda Days of Confusion Goodbye To Gravity Reborn | Gojira Napalm Death Decapitated Last Hope Carach Angren Bucovina Code Red False Reality | Primordial Septicflesh Textures KROW Indian Fall Spiritual Ravishment Abnormyndefect Deliver The God |

## Rockstadt Extreme Fest 2014

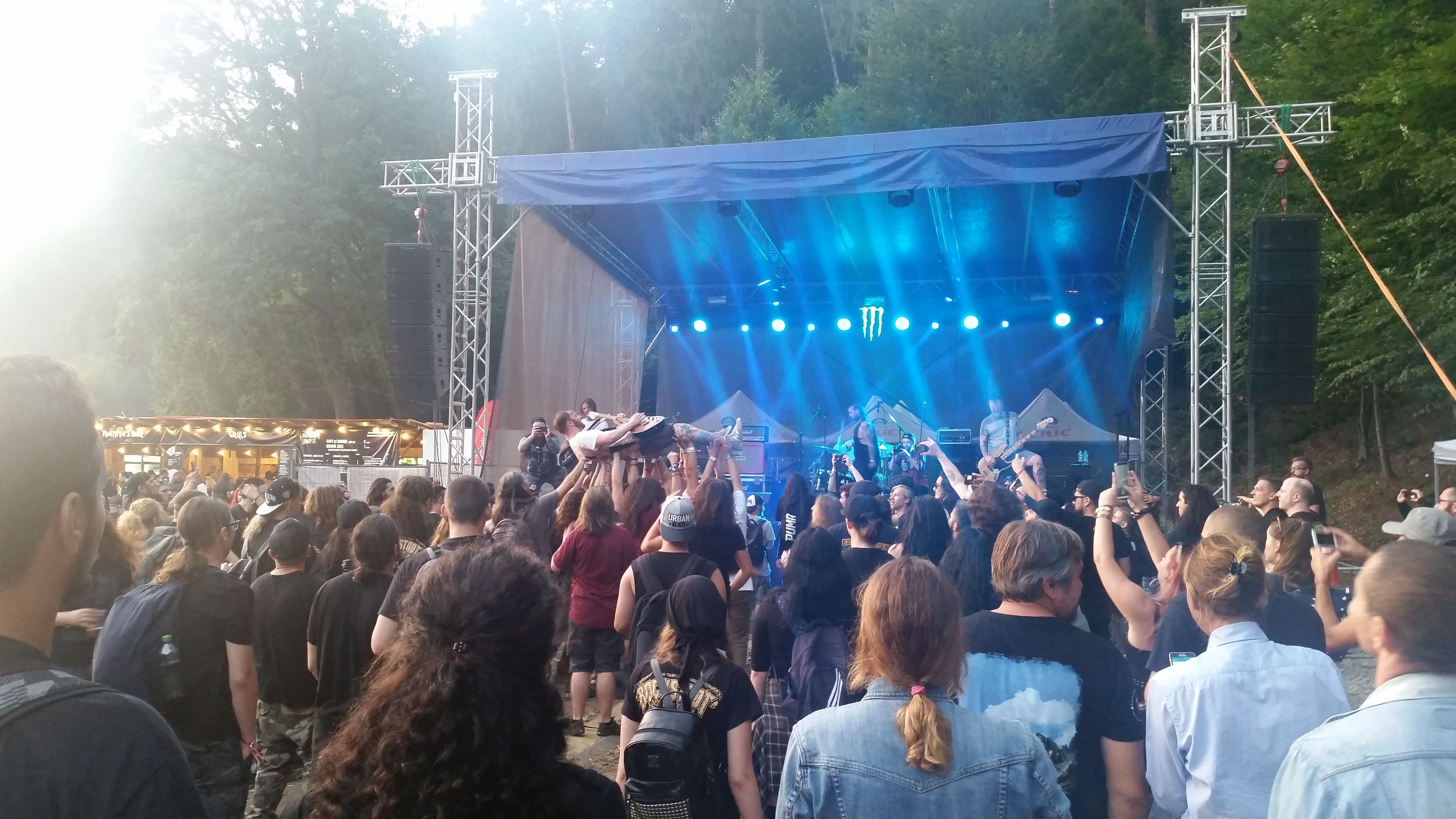
Concert al trupei To Kill Achilles pe scena mică a festivalului, 5 august 2018.

A doua ediție a Rockstadt Extreme Fest s-a derulat în 2014, între 13 și 16 august. A fost prima ediție care s-a desfășurat pe două scene.
| Scena principală | | |
| 14 august 2014 | 15 august 2014 | 16 august 2014 |
| Obituary Belphegor Fleshgod Apocalypse Misery Index Necrovile Code Red Kistvaen Kultika Perseverance The Dignity Complex | Behemoth Katatonia Rotting Christ Mors Principium Est God Indian Fall Roadkillsoda Bloodway Grandexit Diamonds Are Forever | Sodom Dordeduh The Agonist Skeletonwitch Born From Pain Siberian Meat Grinder A. Get All The Girls Infected Rain Rock n Ghena Hteththemeth |

| Scena secundară                                       |                           |                        |                                               |
| 13 august 2014                                        | 14 august 2014            | 15 august 2014         | 16 august 2014                                |
| Nuvijan Tragic Flesh Rodeo Allochiria QuantiQ LieVeil | Breathelast Targ3t Reborn | Valerinne Decease Poem | Killer Victim Project For Bastards Human Jail |

## Rockstadt Extreme Fest 2015

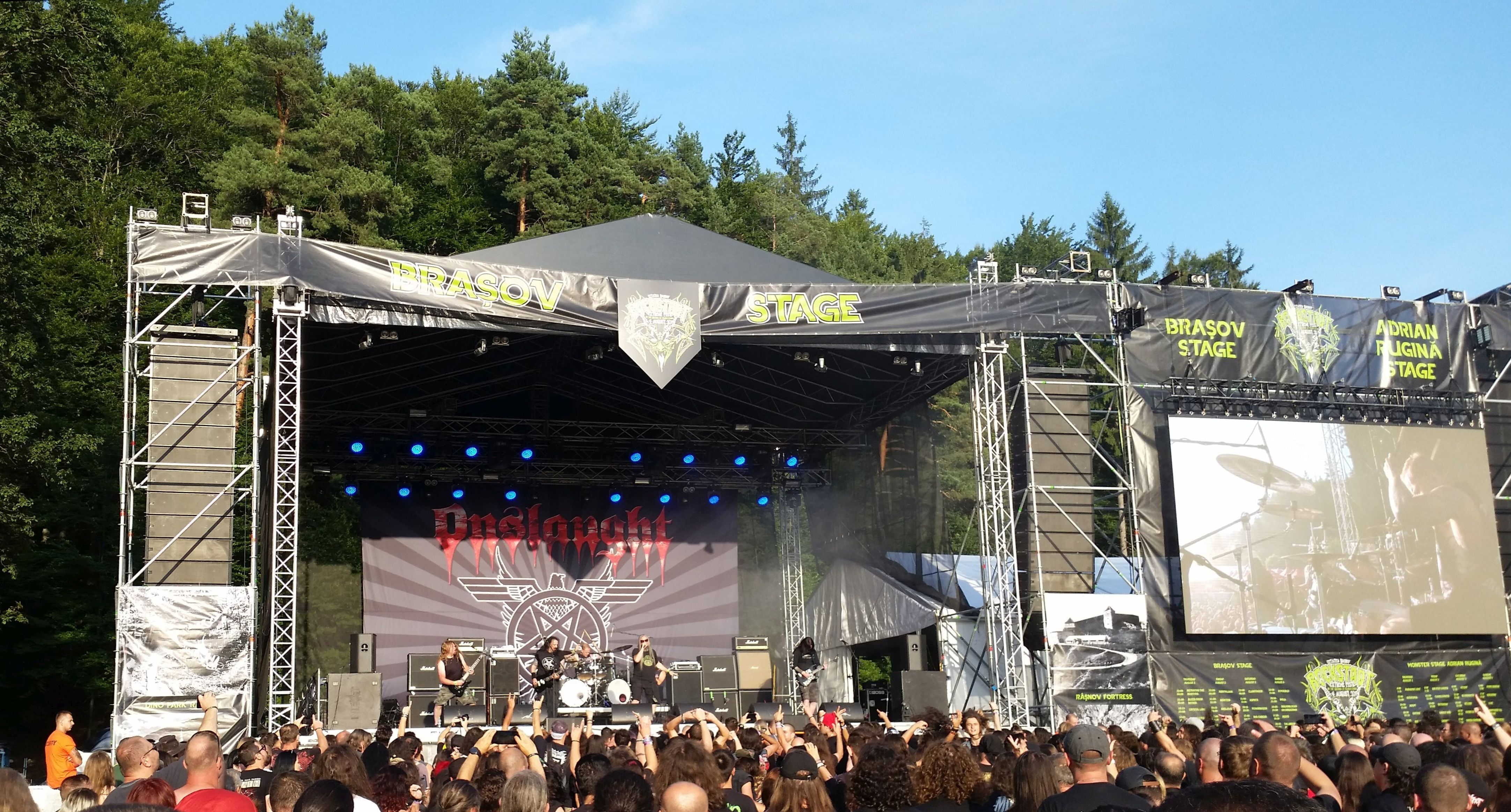
Concert al trupei Onslaught pe scena „Brașov” a festivalului, 2 august 2019.

A treia ediție a Rockstadt Extreme Fest s-a derulat în 2015, între 12 și 15 august.
| Scena principală                                                                                    | | |
| 14 august 2015                                                                                      | 15 august 2015 | 16 august 2015                                                                                         |
| Kataklysm Ensiferum Be'lakor Monuments Krisiun Roadkillsoda Harakiri for the Sky Caronte Mindthreat | Biohazard Moonspell Enslaved Ne Obliviscaris Suicidal Angels Vulture Industries The Thirteenth Sun Tacit Fury Scars of a Story | At The Gates Combichrist Marduk Taake White Walls Dirty Shirt Downfall of Gaia Jinjer Them Frequencies |

| Scena secundară                                                              |                                  |                |                |
| 12 august 2015                                                               | 13 august 2015                   | 14 august 2015 | 15 august 2015 |
| Pinholes Fleshworld The Fading Sedna Argus Megere Ropeburn Blacksheep Asemic | Breathelast Clitgore Holy Motors | Transceatla    | Tiarra Abigail |

## Rockstadt Extreme Fest 2016

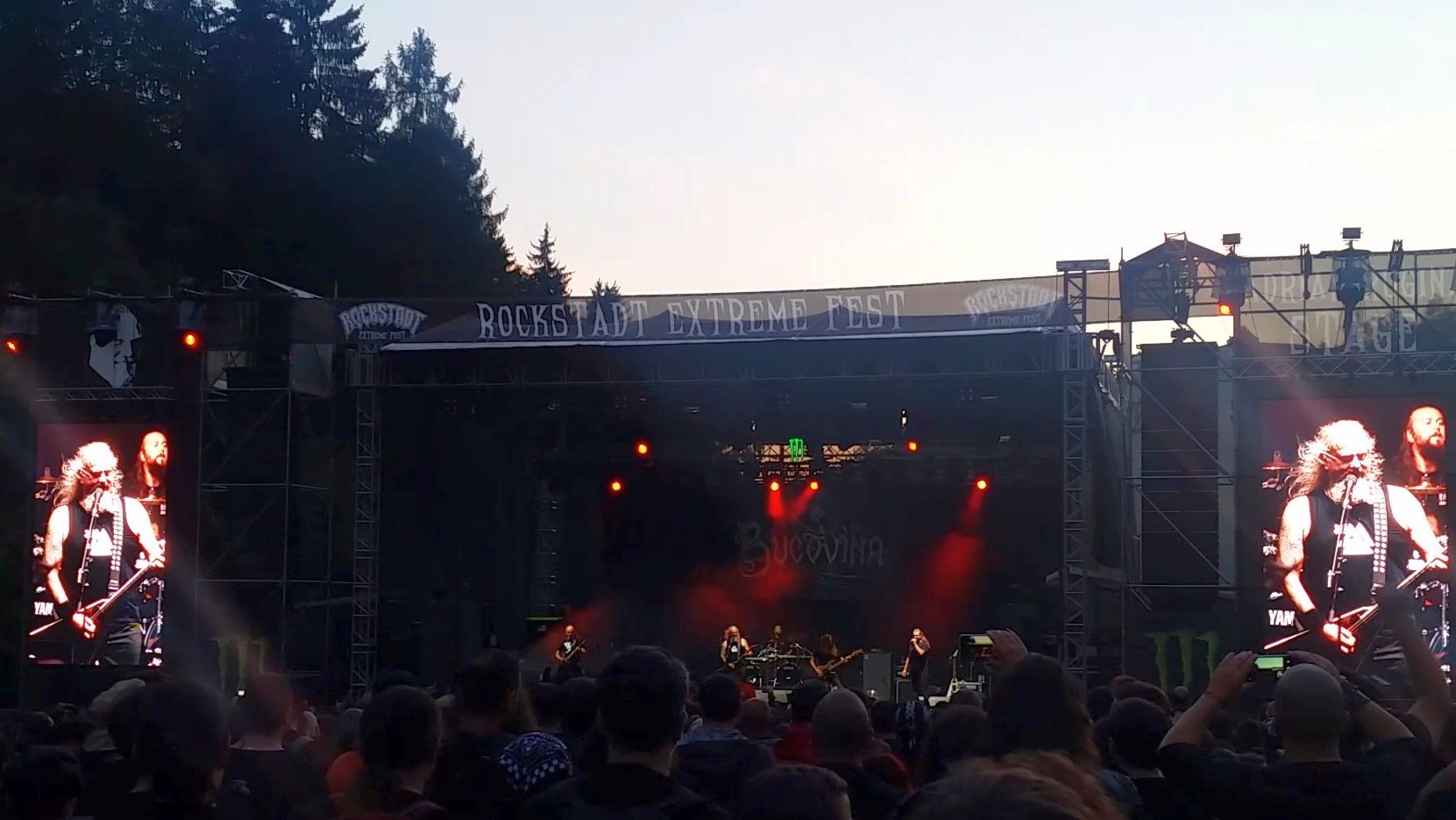
Bucovina pe scena „Adrian Rugină”, 5 august 2018.

A patra ediție a Rockstadt Extreme Fest s-a derulat în 2016, între 11 și 14 august. După incendiul din clubul Colectiv, care a avut loc pe 30 octombrie 2015, scena principală a festivalului a fost denumită „Adrian Rugină”, în memoria fostului producător muzical și toboșar al trupei Bucium, decorat post-mortem cu Ordinul Național „Pentru Merit” în grad de Cavaler după ce a murit salvând alte vieți. 
| Scena „Adrian Rugină”                                                                      |                                                                        | |
| 12 august 2016                                                                             | 13 august 2016                                                         | 14 august 2016 |
| My Dying Bride Moonsorrow Bucovina Negură Bunget Hocico Carach Angren Soulfly Hteththemeth | Mayhem Borknagar Tankard Morgoth Infected Rain Put Solnca Gutted Nexus | Parkway Drive Soilwork Insomnium Destruction Cattle Decapitation Tesseract Excrementory Grindfuckers Days of Confusion |

| Scena secundară                                                     |                                                                                        |                                                                              | |
| 11 august 2016                                                      | 12 august 2016                                                                         | 13 august 2016                                                               | 14 august 2016 |
| Postvorta Hypnose Clitgore Ura de după ușă Ordinul Negru Berserkers | Moribund Oblivion Adimiron H8 Holocausto Canibal Stercore Negative Core Project Targ3t | Poem Attack Vertikal Infest Nahum For the Wicked We are Numbers Perseverance | Smallman The Dignity Complex Mind Assault The Dignity Complex E-an-na Angerseed Jack the Stripper Inverted Pussyfix |

## Rockstadt Extreme Fest 2017

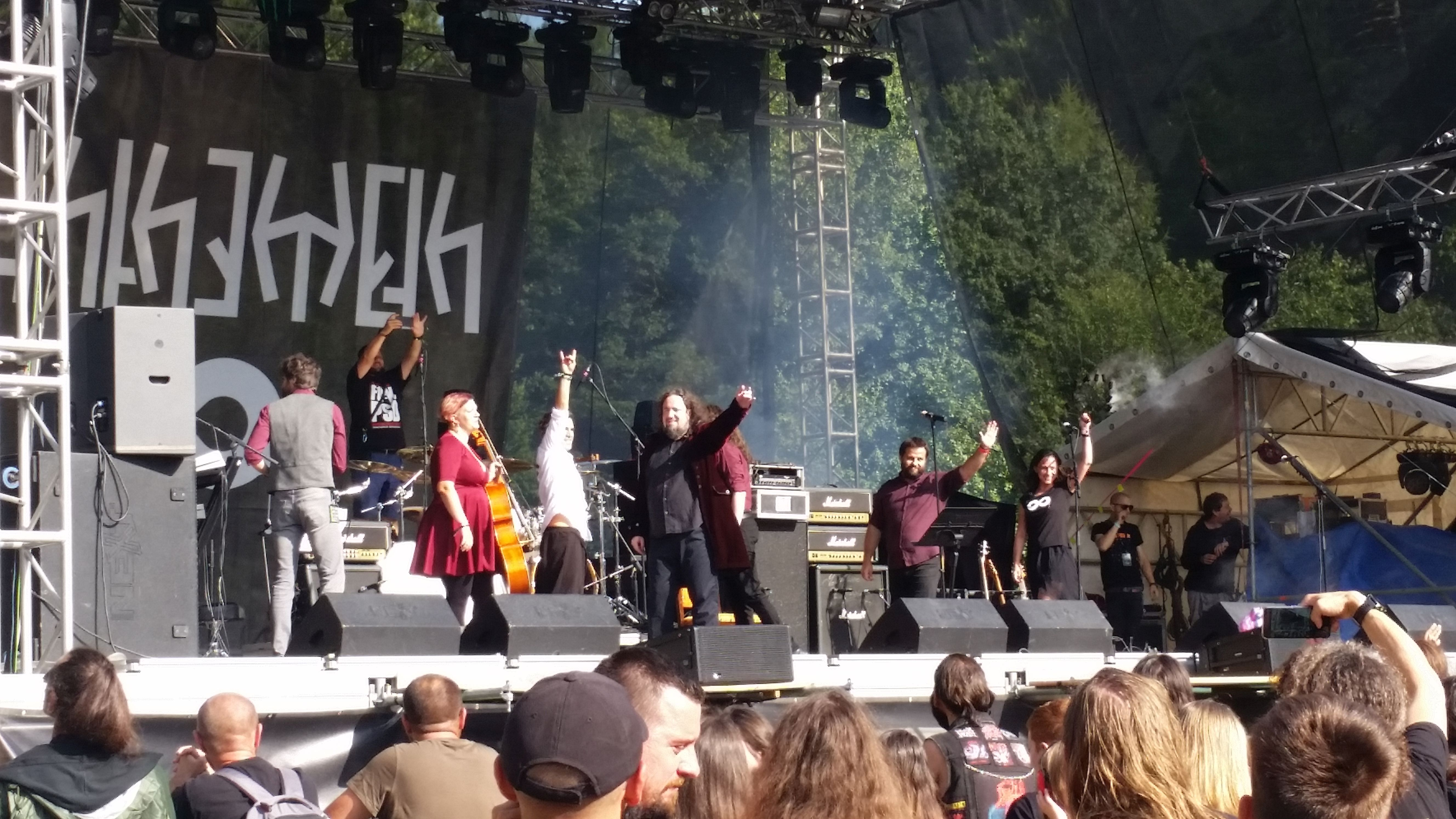
Hteththemeth concertând pe scena „Adrian Rugină” a festivalului, 4 august 2019.

A cincea ediție a Rockstadt Extreme Fest s-a derulat în 2017, între 10 și 13 august.
| Scena „Adrian Rugină”                                                     |                                                                      |                                                                         |                                                                                     |
| 10 august 2017                                                            | 11 august 2017                                                       | 12 august 2017                                                          | 13 august 2017                                                                      |
| Annihilator Arcturus Taine Diabolical Indian Fall L.O.S.T. Exact Division | Kreator Korpiklaani Leprous White Walls Altar Chronosphere Terravore | Carcass Sólstafir Napalm Death Suffocation Wolfheart IXXI Anime Torment | Opeth Alestorm Nile Fit for an Autopsy Necrovile Diamonds Are Forever Still Falling |

| Scena secundară                                               |                                                                   |                                                                                     |                                                                                      |
| 10 august 2017                                                | 11 august 2017                                                    | 12 august 2017                                                                      | 13 august 2017                                                                       |
| Hypnosis Crimena Grimegod Jucifer Am Fost La Munte... Grimaze | Angrepp Clitgore Napoleon The Thirteenth Sun Kultika Zombie Atack | Them Frequencies Last Hope Give em Blood Allochiria For the Wicked Seventh Genocide | Till Lungs Collapse An Theos August Burns Red Thread of Omen Teethgrinder Blacksheep |

## Rockstadt Extreme Fest 2018

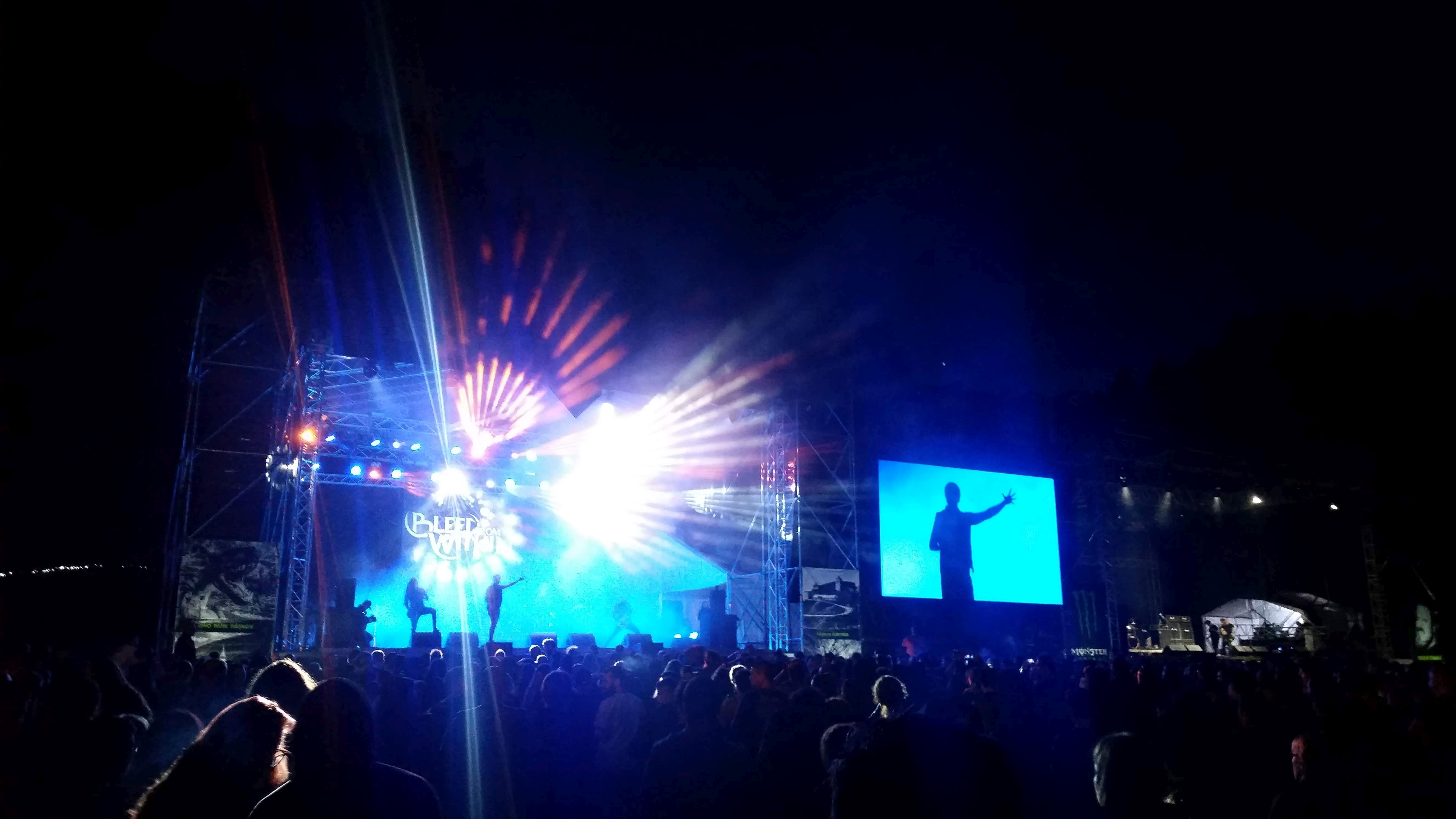
Recital al trupei Bleed from Within pe scena „Brașov” a festivalului, 1 august 2019.

A șasea ediție a Rockstadt Extreme Fest s-a derulat în 2018, între 2 și 5 august.
| Scena „Adrian Rugină”                                                                             |                                                                      |                                                                            |                                                                            |
| 2 august 2018                                                                                     | 3 august 2018                                                        | 4 august 2018                                                              | 5 august 2018                                                              |
| Obituary Dirty Shirt (cu Ansamblul Transilvania) Enslaved Ingested Obscure Sphynx Syn Ze Sase Tri | Powerwolf Dying Fetus Converge Coma Dust Bolt Nervochaos Indian Fall | W.A.S.P. Amorphis Belphegor Brujeria Goathwhore The Fallen Prophets Vathos | In Flames Septicflesh Bucovina Fleshgod Apocalypse Origin Fleshless Harmed |

| Scena secundară                                                              |                                                                                                |                                                       |                                                   |
| 2 august 2018                                                                | 3 august 2018                                                                                  | 4 august 2018                                         | 5 august 2018                                     |
| Sur Austru Get the Shot Impure Wilhelmina W3 4R3 NUM83R5 Sincarnate Dizident | White Ward Full of Hell The Thirteenth Sun Ordinul Negru Confessions of a Traitor Rock n Ghena | Allochiria Kistvaen Gutalax E-an-na Korokuma Code Red | Doyle Infest Of Virtue To Kill Achilles The Royal |

## Rockstadt Extreme Fest 2019

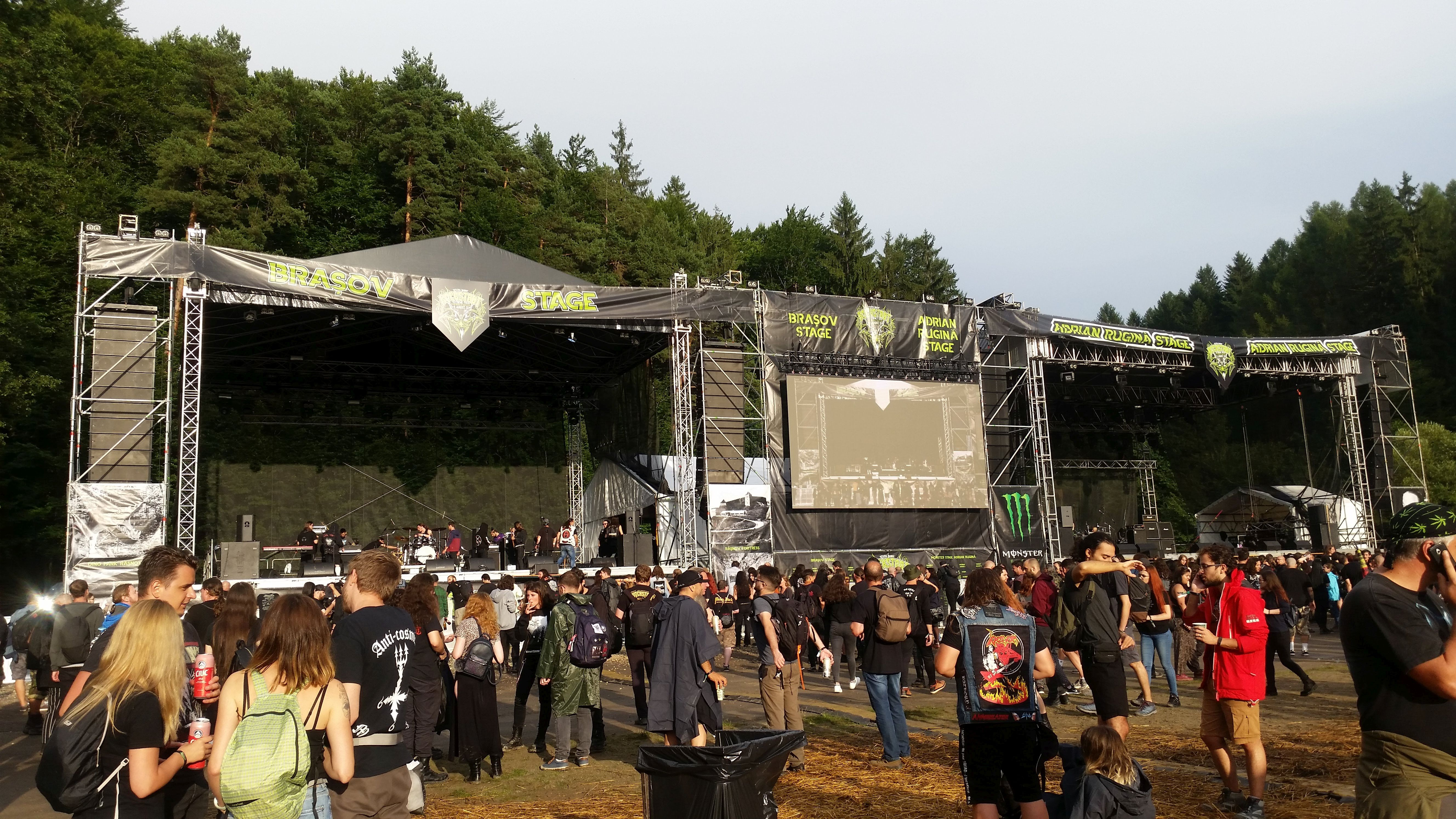
Cele două scene mari ale festivalului, pe 1 august 2019.

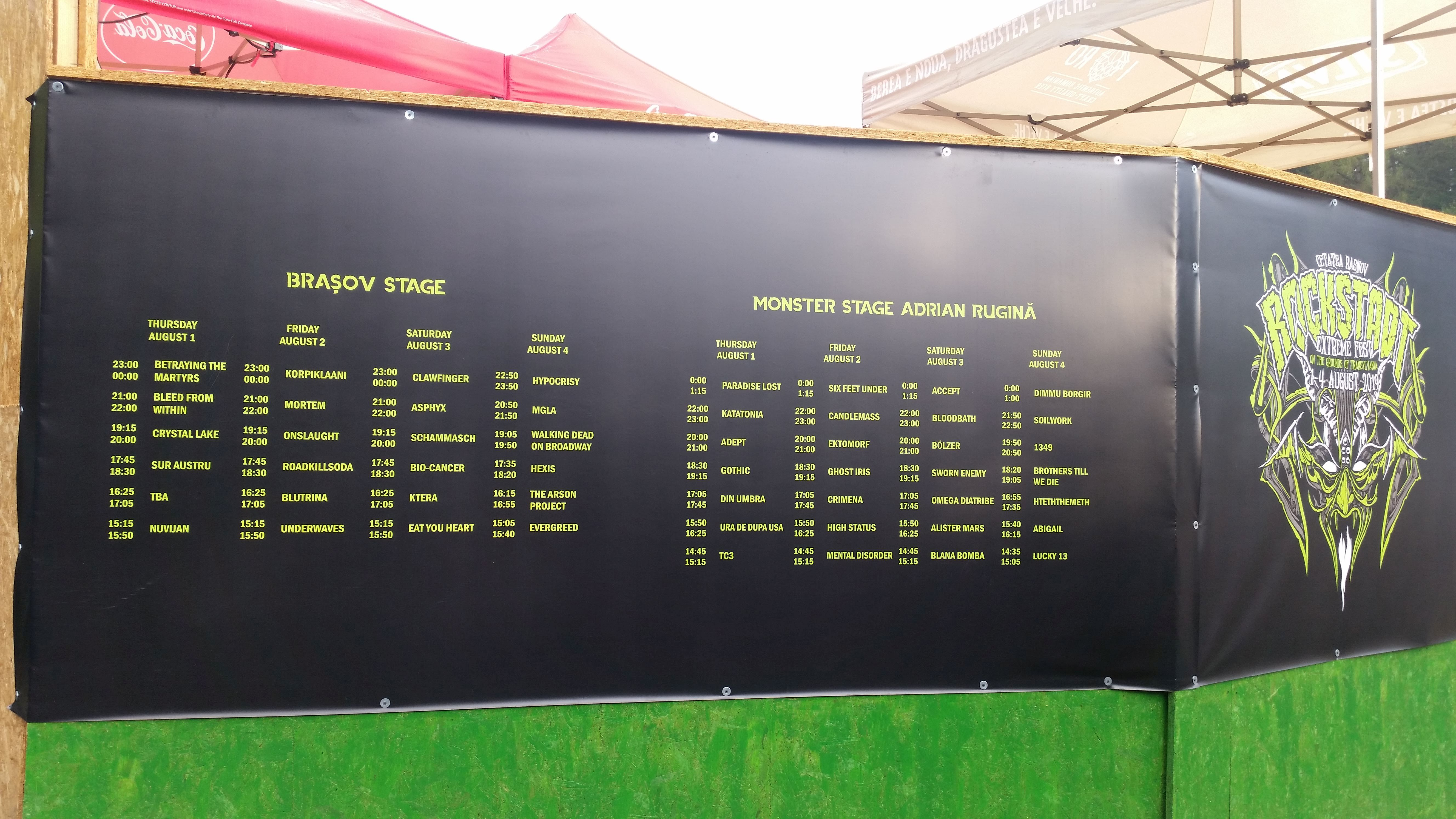
Lineup-ul ediției din 2019.

A șaptea ediție a Rockstadt Extreme Fest s-a derulat în 2019, între 1 și 4 august. A fost prima ediție la care au fost instalate două scene mari, denumite „Adrian Rugină” și „Brașov”.
| Scena „Adrian Rugină”                                   |                                                                                   |                                                                             |                                                                               |
| 1 august 2019                                           | 2 august 2019                                                                     | 3 august 2019                                                               | 4 august 2019                                                                 |
| Paradise Lost Katatonia Adept Din umbră Ura de după ușă | Six Feet Under Candlemass Ektomorf Ghost Iris Crimena High Status Mental Disorder | Accept Bloodbath Bölzer Sworn Enemy Omega Diatribe Alister Mars Blană Bombă | Dimmu Borgir Soilwork 1349 Brothers Till We Die Hteththemeth Abigail Lucky 13 |

| Scena „Brașov”                                                                         |                                                               |                                                              |                                                                           |
| 1 august 2019                                                                          | 2 august 2019                                                 | 3 august 2019                                                | 4 august 2019                                                             |
| Betraying The Martyrs Bleed from Within Crystal Lake Gothic România Sur Austru Nuvijan | Korpiklaani Mortem Onslaught Roadkillsoda Blutrina Underwaves | Clawfinger Asphyx Schammasch Bio-Cancer Ktera Eat Your Heart | Hypocrisy Mgla Walking Dead On Broadway Hexis The Arson Project Evergreed |

## Rockstadt Extreme Fest 2020

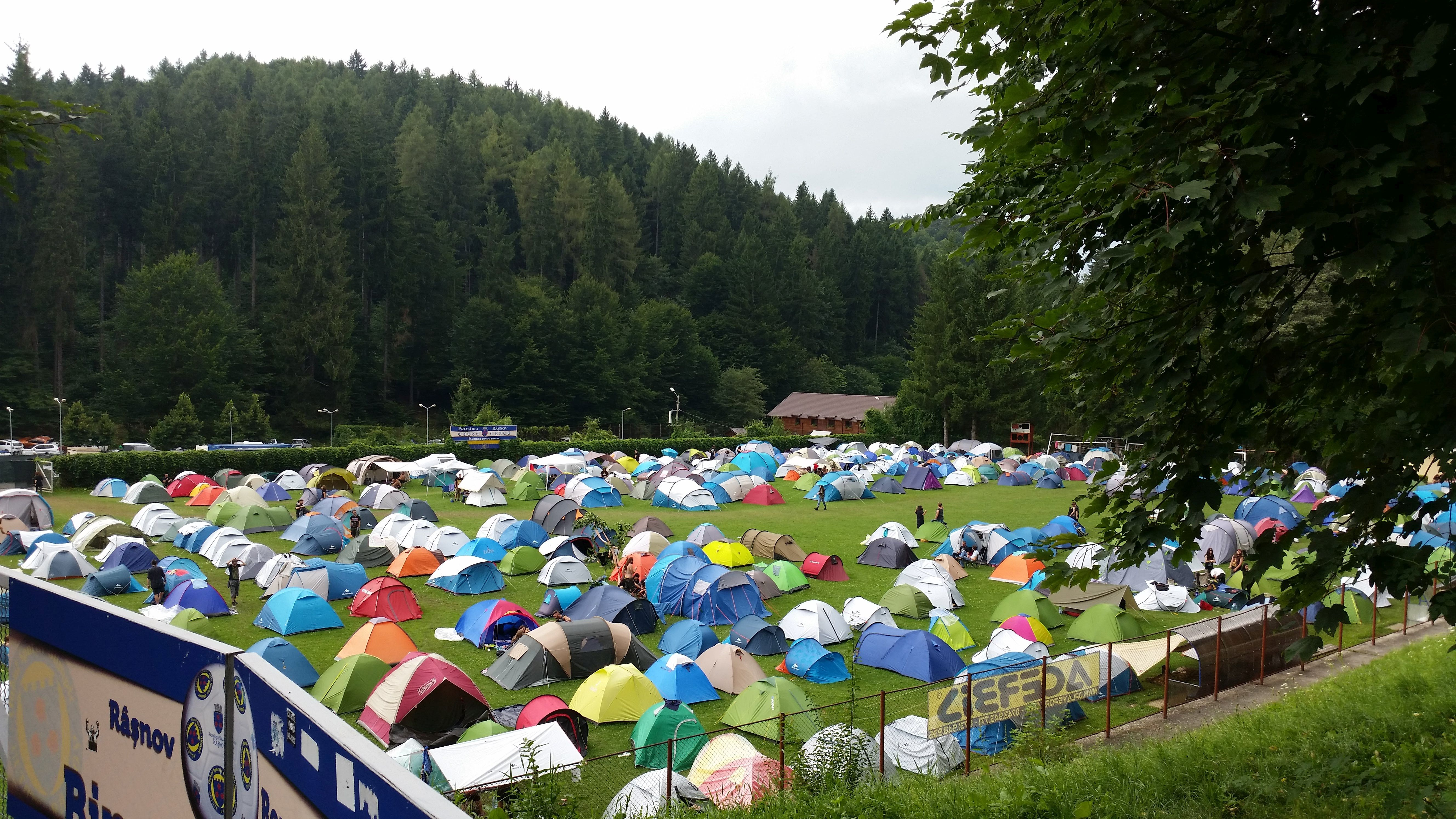
Campingul temporar al festivalului.

A opta ediție a Rockstadt Extreme Fest ar fi trebuit să se deruleze în 2020, între 30 iulie și 2 august. În august 2019 au fost anunțate deja primele trupe care confirmaseră prezența:
Anthrax

As I Lay Dying

Cradle of Filth

Death Angel

Heaven Shall Burn

In Mourning

Kataklysm

The True Mayhem

Necrophopic

Overkill

Phil H. Anselmo & The Illegals

Rotting Christ

The Black Dahlia Murder

Unleashed
Tabloul final cuprindea 37 de trupe „+ many more”, însă festivalul a trebuit reprogramat pentru perioada 5-8 august 2021 din cauza pandemiei de coronavirus.

## Rockstadt Extreme Fest 2021
Ediția din 2020, reprogramată pentru 2021, a trebuit amânată din nou, tot din cauza pandemiei de coronavirus, până în august 2022.

## Rockstadt Extreme Fest 2022

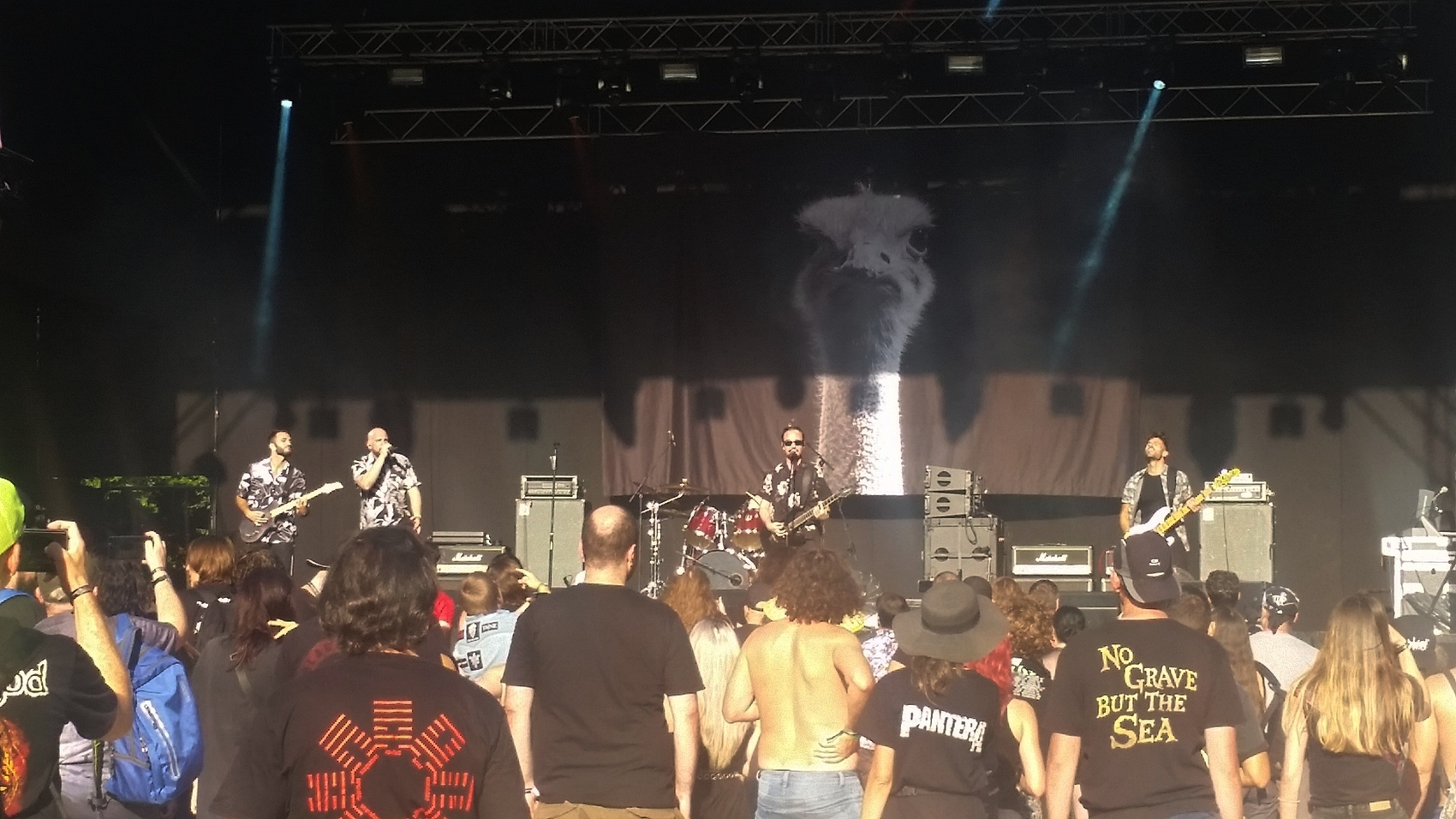
Trupa franceză Psykup, pe 5 august 2022.

În final, Rockstadt Extreme Fest 2022 a fost a opta ediție a festivalului și s-a derulat între 3 și 7 august. La ea au participat multe din trupele care confirmaseră prezența la ediția din 2020.
| Scena „Adrian Rugină”                                                     |                                                                          |                                                                 |                                                     |                                                                          |
| 3 august 2022                                                             | 4 august 2022                                                            | 5 august 2022                                                   | 6 august 2022                                       | 7 august 2022                                                            |
| Cradle of Filth Death Angel Death Blooms Nero di Marte Nemesis Blacksheep | Bullet for My Valentine Decapitated Orbit Culture Mastic Scum Serrabulho | Lamb of God Overkill Uada Panzerfaust Psykup Above Us the Waves | Kreator Unleashed Hacktivist Dyscarnate Black Tooth | Behemoth Cattle Decapitation Kampfar Knife Winterhorde Nobody's Straight |

| Scena „Brașov”                                            |                                             |                                                        |                                                           |                                                                   |
| 3 august 2022                                             | 4 august 2022                               | 5 august 2022                                          | 6 august 2022                                             | 7 august 2022                                                     |
| Cargo Celelalte Cuvinte Gothic Syn Ze Sase Tri Sur Austru | Carcass Unearth Violentor Caronte Don Gatto | Kataklysm Necrophobic In Mourning October Tide Sinnery | Heaven Shall Burn Rotting Christ Darvaza Aviana Vorkuttah | Blind Guardian Angelus Apatrida Mephorash Strains Nest of Plagues |

## Rockstadt Extreme Fest 2023
Datele de desfășurare a ediției din 2023 au fost anunțate în august 2022, chiar în timpul festivalului. De asemenea, tot atunci s-a anunțat că vor fi instalate trei scene și au fost făcute publice primele trupe care au confirmat prezența: Dying Fetus, While She Sleeps, Midnight și Sleep Token.
Ediția 2023 a avut loc între 2 și 6 august, iar biletele și abonamentele au fost puse în vânzare în luna august. În septembrie 2022 au fost confirmate noi trupe: Alestorm, Deicide, Gaerea, Gutalax, Igorrr, Obituary și Trivium.
În ianuarie 2023 au fost anunțate alte trupe: Arch Enemy, Heilung, Amorphis, Therion, Lionheart, Spectral Wound și Allochiria.
Programul final pe zile și scene a fost publicat în luna iulie.

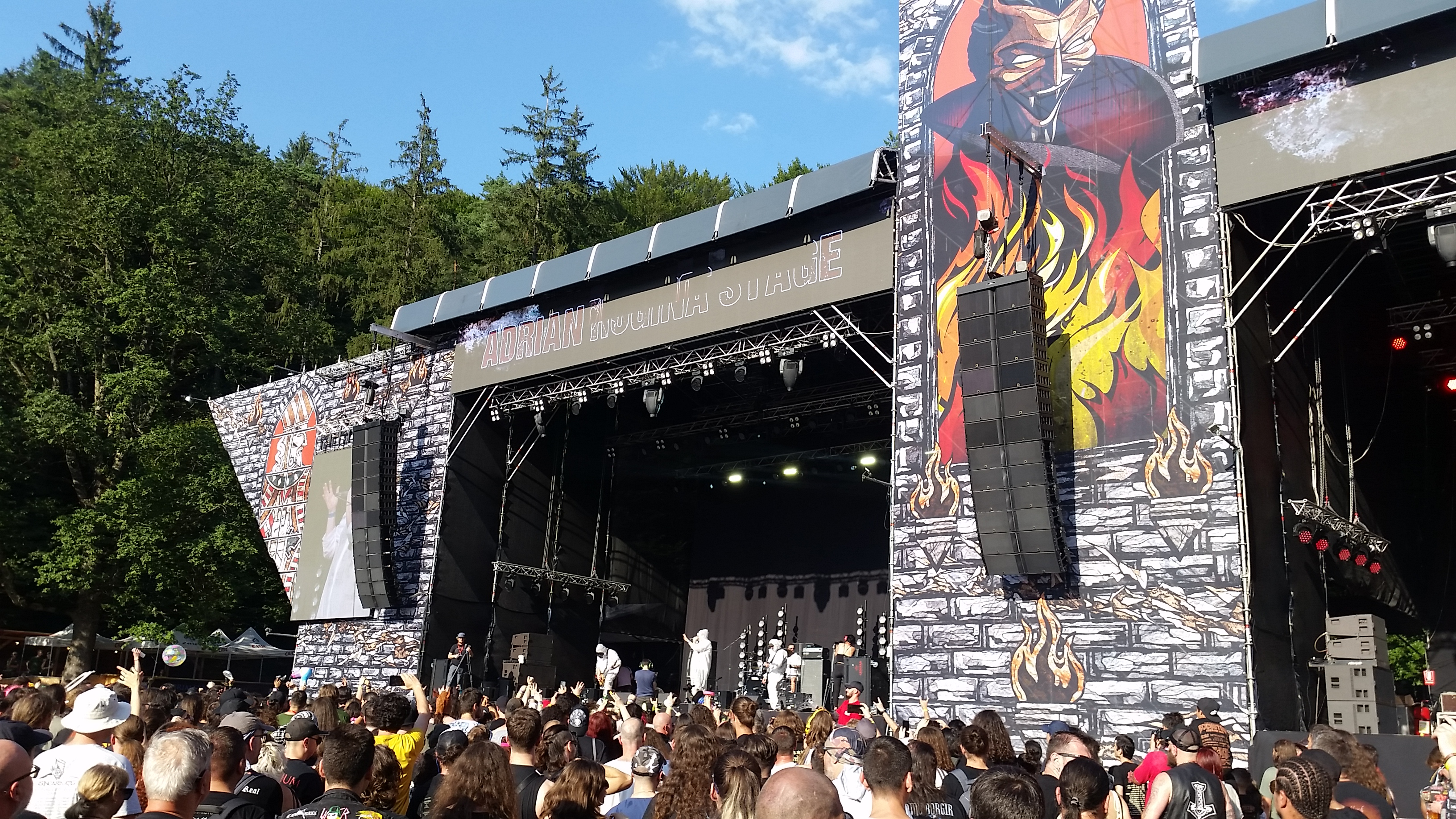
Trupa cehă Gutalax, pe 3 august 2023.

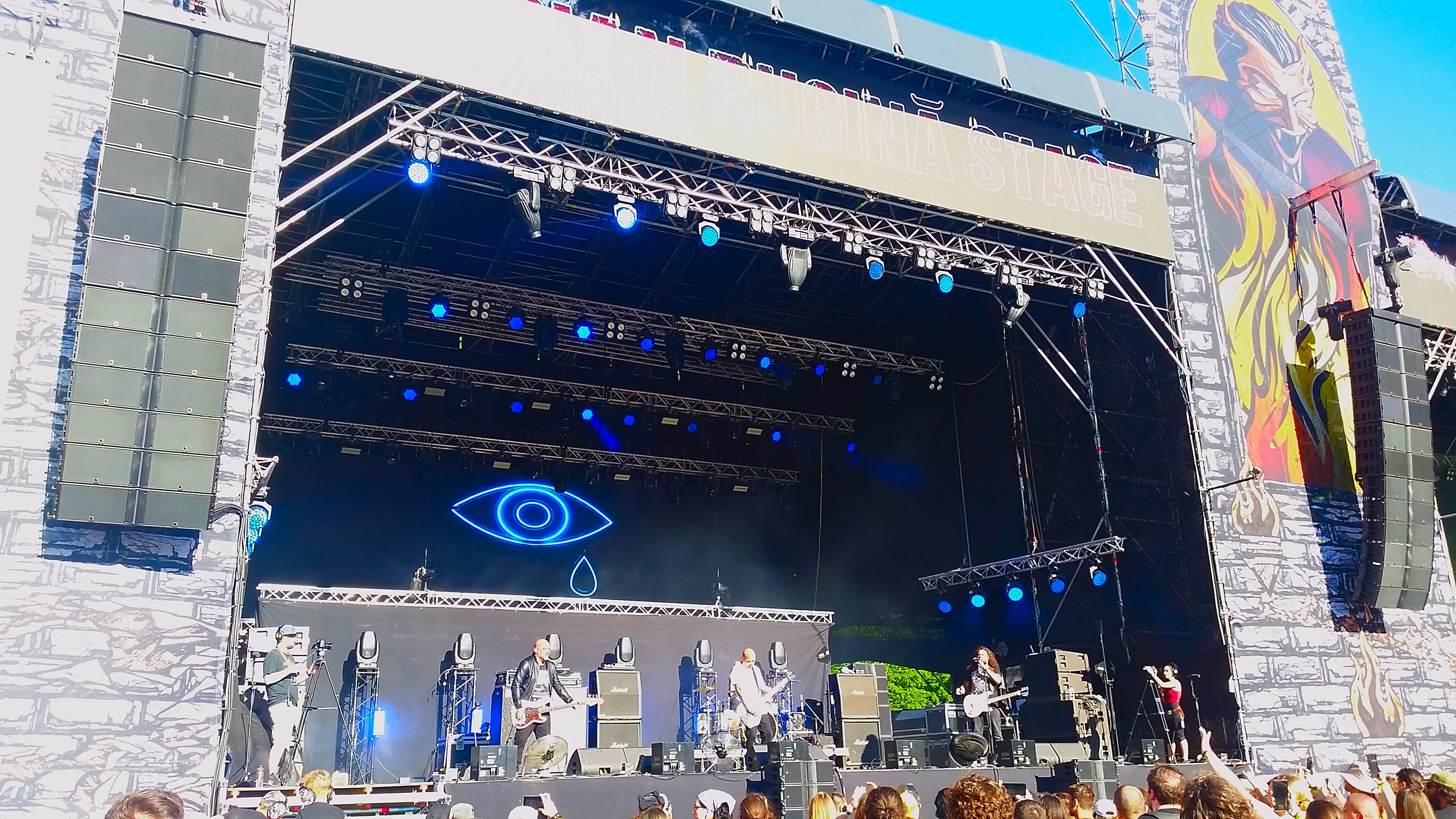
Trupa franceză Hangman's Chair, pe 5 august 2023.

| Scena „Adrian Rugină”                                            |                                             |                                     |                                                   |                                                 |
| 2 august 2023                                                    | 3 august 2023                               | 4 august 2023                       | 5 august 2023                                     | 6 august 2023                                   |
| Dropkick Murphys While She Sleeps Sacred Reich Employed to Serve | Architects Sleep Token Zeal & Ardor Gutalax | Meshuggah Mayhem Lionheart Midnight | In Flames Perturbator I am Morbid Hangman's Chair | Alestorm Trivium Dying Fetus Stick to Your Guns |

| Scena „Brașov”              |                                                      |                         |                                |                          |
| 2 august 2023               | 3 august 2023                                        | 4 august 2023           | 5 august 2023                  | 6 august 2023            |
| Heilung The Ocean Deez Nuts | Hypocrisy Deicide Phil Campbell And The Bastard Sons | Amorphis Igorrr Therion | Avatar Obituary Agnostic Front | Arch Enemy Epica Kadavar |

| Scena „Andrei Calmuc”                                                                                         |                                                                                               |                                                                   |                                                                    |                                                                    |
| 2 august 2023                                                                                                 | 3 august 2023                                                                                 | 4 august 2023                                                     | 5 august 2023                                                      | 6 august 2023                                                      |
| Soulfly Legion of the Damned Eyehategod Villagers of Ioannina City Heart of a Coward Angstskríg Hate Campaign | Triptykon Caligula's Horse Imperial Triumphant Spectral Wound Dora Gaitanovici Ritual Roadmap | Marduk Lost in Kiev The Underground Youth Allochiria Infest Miara | Abbath Impaled Nazarene Discharge Gaerea1) Hierophant Sonum Embryo | Knocked Loose For the Wicked Immolation Messa Misþyrming Moonstone |

1) Concert anulat din cauza unor întârzieri în aeroportul din Berlin.

## Rockstadt Extreme Fest 2024

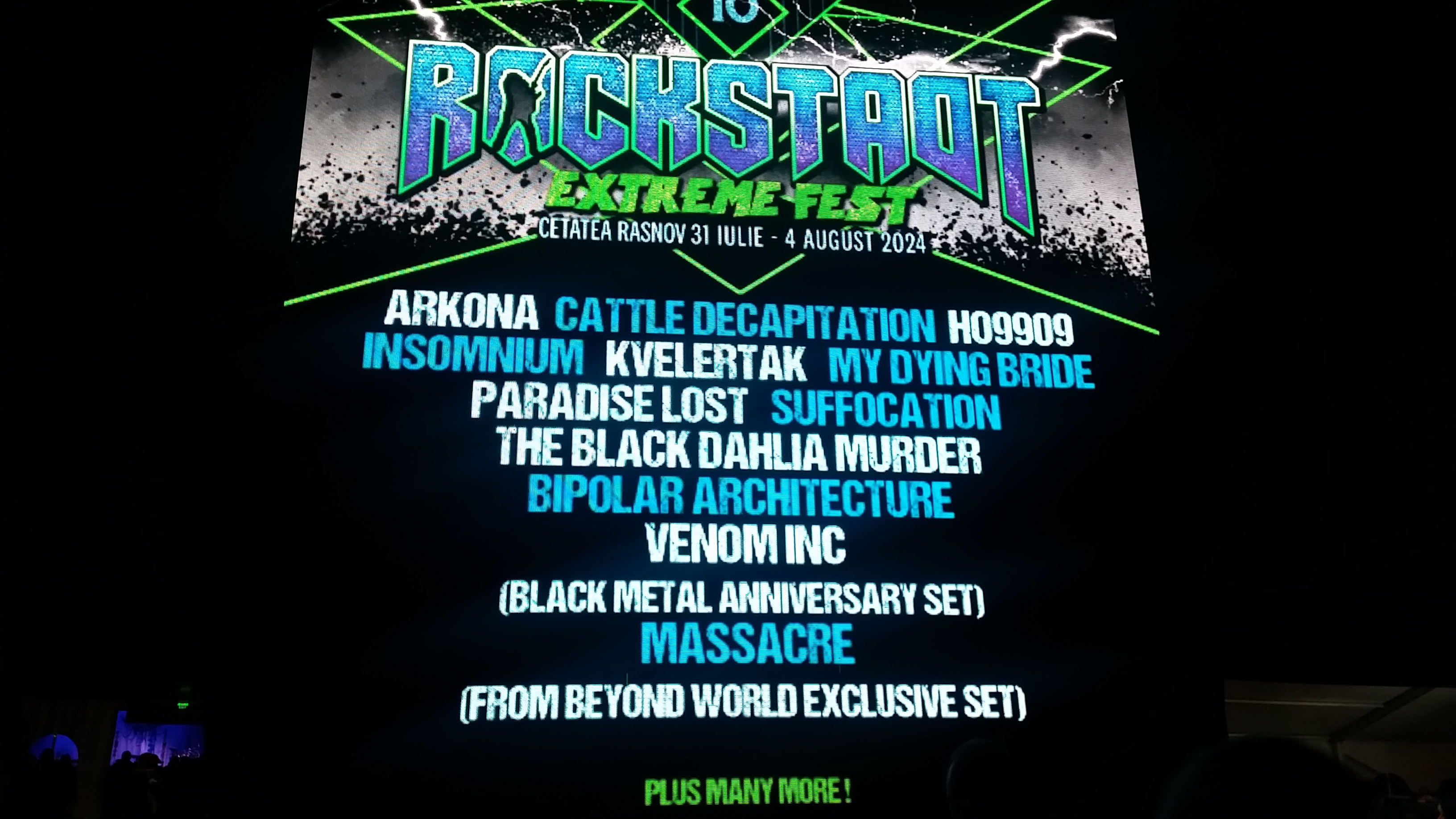
Primele trupe ale ediției 2024, anunțate pe 3 august 2023.

Primele trupe au fost anunțate în timpul ediției 2023: Arkona, Bipolar Architecture, Cattle Decapitation, H09909, Insomnium, Kvelertak, Massacre, My Dying Bride, Paradise Lost, Suffocation, The Black Dahlia Murder și Venom Inc. Conform afișului, trupa Massacre urma să interpreteze piese de pe primul său album, From Beyond, în timp ce Venom Inc urma să ofere un recital cu piese de pe albumul Black Metal din 1982.
Ediția 2024 a fost inițial programată să aibă loc între 31 iulie și 4 august, însă ulterior a fost adăugată și ziua de 30 iulie.
Primele bilete, în număr limitat, au fost puse în vânzare chiar în timpul ediției 2023. Alte 2000 de bilete au putut fi cumpărate online începând cu 30 august 2024. Tot atunci a fost lansat noul site web al festivalului și au fost anunțate noi trupe, printre ele 1349, After the Burial, Bury Tomorrow, Comeback Kid, Deströyer 666, Devil Master, Stoned Jesus și Toxic Holocaust. A fost reconfirmată și participarea trupei portugheze Gaerea, care și-a anulat concertul de la ediția 2023 a festivalului din cauza unor întârzieri și probleme vamale pe aeroportul din Berlin.
O actualizare substanțială a trupelor participante la festival a fost făcută pe 22 februarie 2024. Au fost adăugate 20 de nume noi, dar și anunțată retragerea trupelor Cattle Decapitation și Darkest Hour, care și-au anulat turneeele europene. Tot atunci a fost publicat și programul provizoriu pe zile. Alte patru formații au fost confirmate pe 17 mai 2024, când s-a anunțat că și trupa After the Burial și-a anulat turneul european, însă Cattle Decapitation vor reuși totuși să ajungă la Rockstadt Extreme Fest 2024.
În toate edițiile anterioare, formațiile au cântat una după cealaltă. În fiecare interval orar, o singură formație s-a aflat pe scenă, fiind astfel posibil ca un spectator să urmărească integral absolut toate recitalurile, dacă ar fi dorit asta. În 2024, însă, din cauza numărului mare de formații, mai multe recitaluri s-au suprapus.
Programul final pe zile, ore și scene, a fost publicat în luna mai. Pe 31 iulie, organizatorii au anunțat anularea concertului formației ruse Arkona, care nu a primit viza de intrare în România.

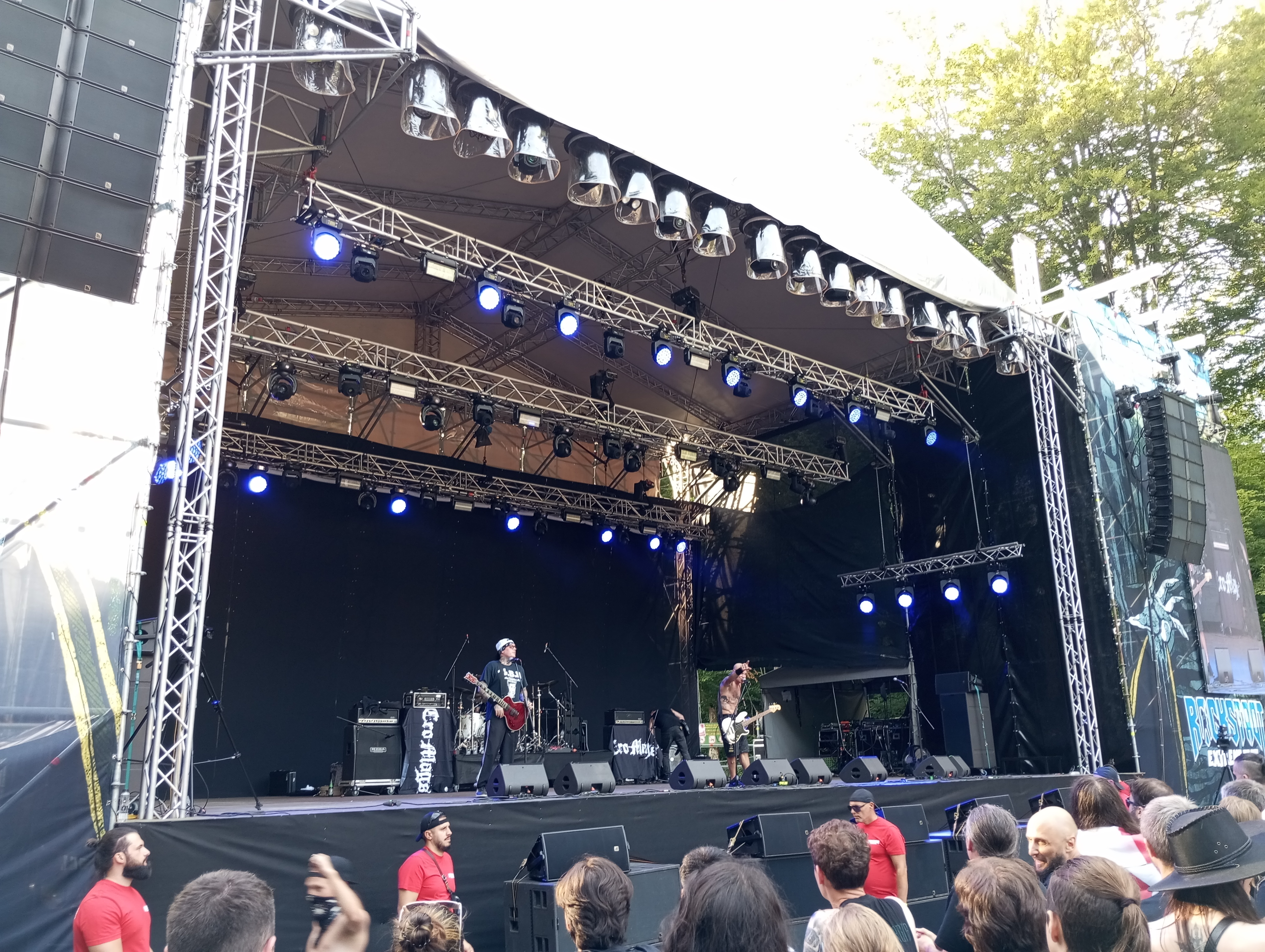
Trupa americană Cro-Mags pe scena „Andrei Calmuc”, pe 1 august 2024.

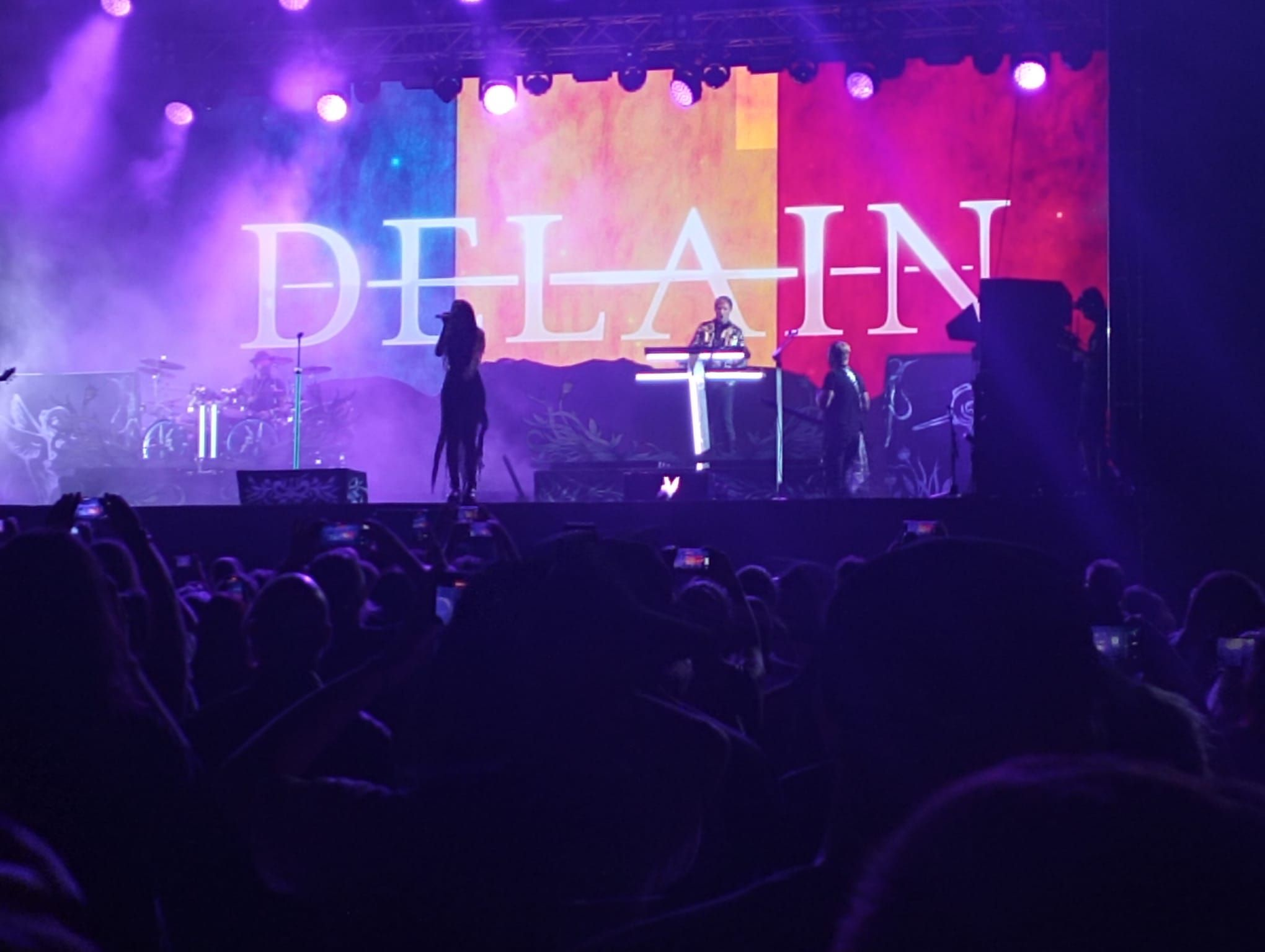
Trupa neerlandeză Delain, pe 2 august 2024.

| Scena „Adrian Rugină”       |                                                                 |                                                                 |                                                               |                                                                               |                                                                                             |
| 30 iulie 2024               | 31 iulie 2024                                                   | 1 august 2024                                                   | 2 august 2024                                                 | 3 august 2024                                                                 | 4 august 2024                                                                               |
| Behemoth Loathe Combichrist | Amon Amarth Testament Brutus Kvelertak Toxic Holocaust Svalbard | Kreator Eluveitie Baroness Destruction Tankard June Turns Black | Dimmu Borgir Abbath Dark Tranquility Imminence Cynic Lastelle | Suicidal Tendencies Jinjer Leprous Crownshift Stoned Jesus Taking Back August | Pendulum KK's Priest Exodus The Amity Affliction A Place to Bury Strangers Show Me the Body |

| Scena „Brașov”                          |                                                                       |                                                    |                                                     |                                                                    |                                                                          |
| 30 iulie 2024                           | 31 iulie 2024                                                         | 1 august 2024                                      | 2 august 2024                                       | 3 august 2024                                                      | 4 august 2024                                                            |
| Cattle Decapitation Cult of Fire Eihwar | The Dillinger Escape Plan Dragonforce Suffocation Gutalax Cancer Bats | Hatebreed Sodom Bury Tomorrow Deströyer 666 Gaerea | Saxon Delain Orden Ogan Anaal Nathrakh Bodysnatcher | Opeth The Halo Effect 1000mods Emmure Serrabulho Machiavellian God | Fear Factory Lacuna Coil Napalm Death Armored Saint Misery Index Crimena |

| Scena „Andrei Calmuc” | |                                                                |                                                                            | | |
| 30 iulie 2024         | 31 iulie 2024 | 1 august 2024                                                  | 2 august 2024                                                              | 3 august 2024 | 4 august 2024 |
| Fără concerte         | Converge Terror The Black Dahlia Murder Jesus Piece D.R.I. Ufomammut Arkona (Anulat) Take Offense Bipolar Architecture | Ho99o9 Eivør Amenra Comeback Kid Massacre Cro-Mags Slope Norna | Sólstafir Therapy? Venom Inc. Deicide Aborted Havok Saturnus Strigoi Helga | 1349 Paradise Lost Dark Funeral The Exploited Humanity's Last Breath Left to Die Nanowar of Steel Indian Fall Dopelord | Frog Leap Watain Insomnium God Is an Astronaut Textures Urne Incantation Maybeshewill Shy, Low The Devil's Trade |

## Rockstadt Extreme Fest 2025
Primele trupe au fost anunțate în timpul ediției 2024: Gojira, Wind Rose, Obituary, Dying Fetus, Static X, Fit For A King, Devildriver, The Kovenant, Bane și Oranssi Pazuzu. La scurtă vreme după aceea au fost confirmate și alte formații: As I Lay Dying, Powerwolf, Emperor, Hellripper, Midnight, Nightdemon și Within Temptation. 40 de noi nume de trupe au fost anunțate pe 29 octombrie 2024. Printre ele, Asphyx, Brujeria, Dirty Shirt, Draconian, Exhorder, Fleshgod Apocalypse, Kataklysm, Machine Head, Mastodon și Sepultura.
Ediția 2025 a fost programată să aibă loc între 30 iulie și 3 august.
Primele abonamente, în număr limitat, au fost puse în vânzare chiar în timpul ediției 2024, la costul de 750 de lei pe bucată. Un al doilea lot de abonamente, la prețul de 900 de lei pe bucată, a fost disponibil pe 4 august doar la casele de bilete. Pe 5 august, biletele și abonamentele au fost puse în vânzare și online, la prețul de 1050 lei.
Programul final pe zile, ore și scene, a fost anunțat pe 30 ianuarie 2025. În timpul desfășurării festivalului s-a anunțat că Blind Guardian și Attila nu vor mai susține recitaluri, prima trupă din cauza unor probleme de sănătate ale vocalistului Hansi Kürsch, iar cea de-a doua după ce și-a anulat în mod neașteptat întregul turneu european.

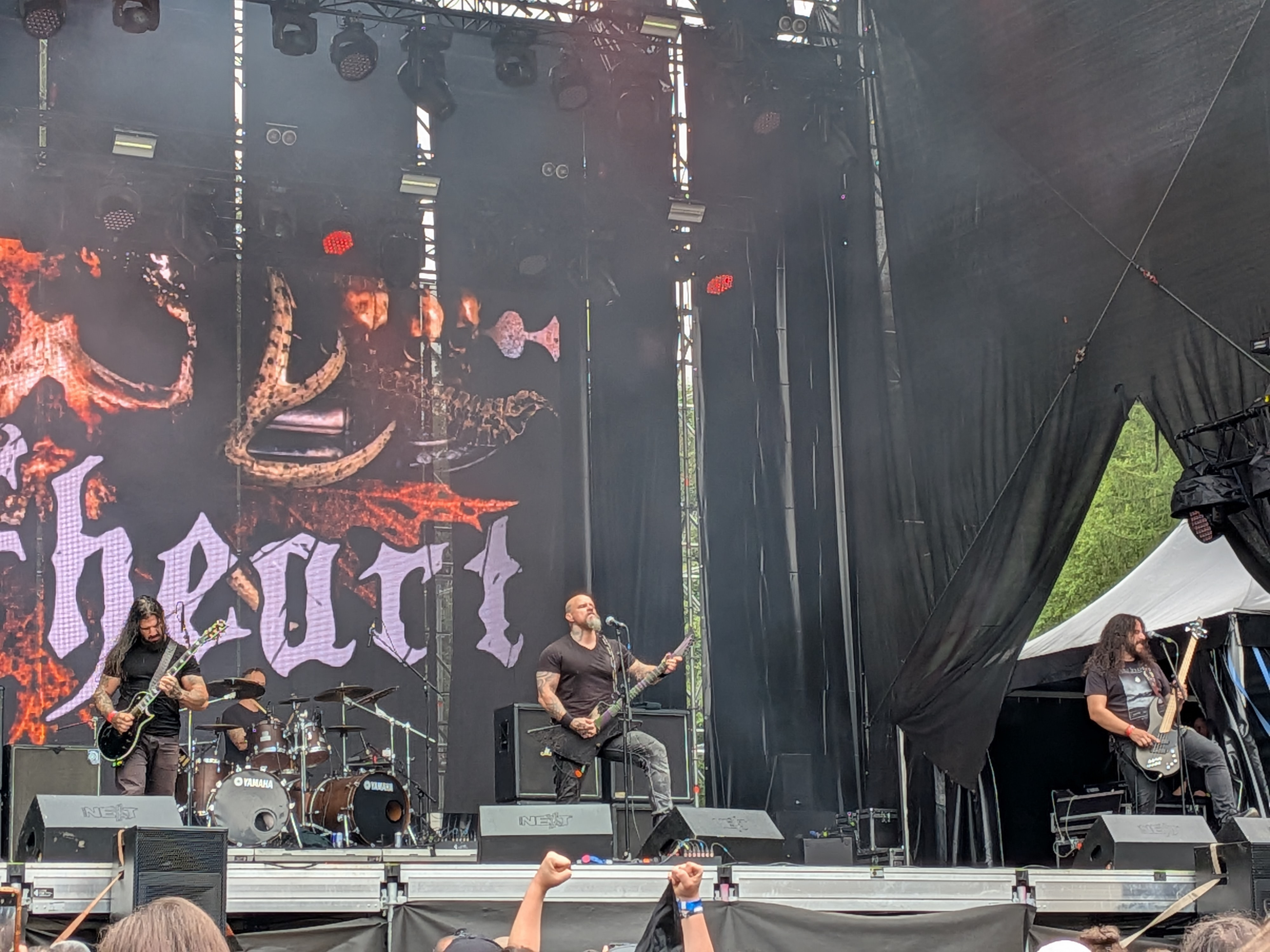
Trupa finlandeză Wolfheart, pe 31 iulie 2025.

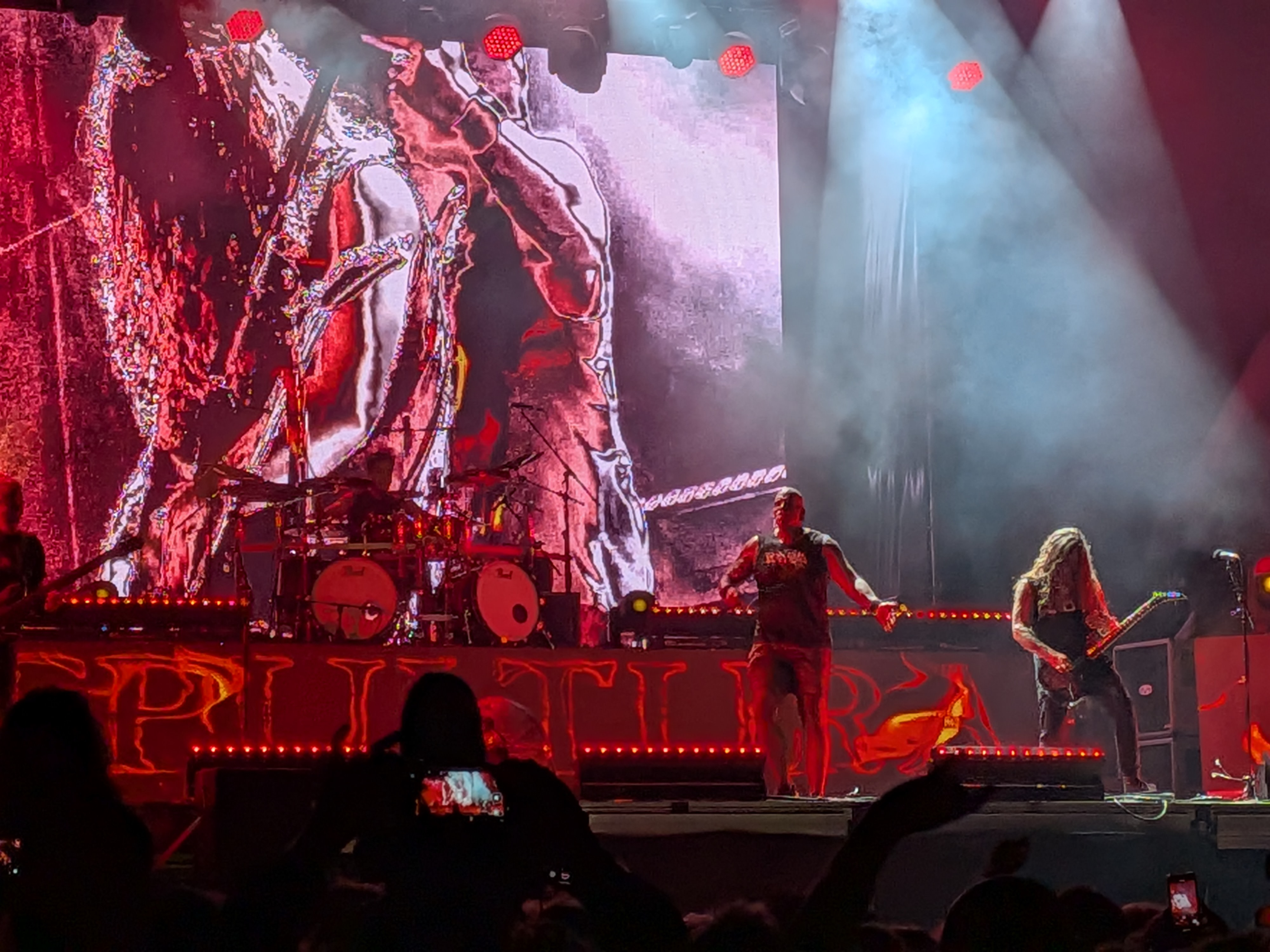
Trupa Sepultura, pe 3 august 2025.

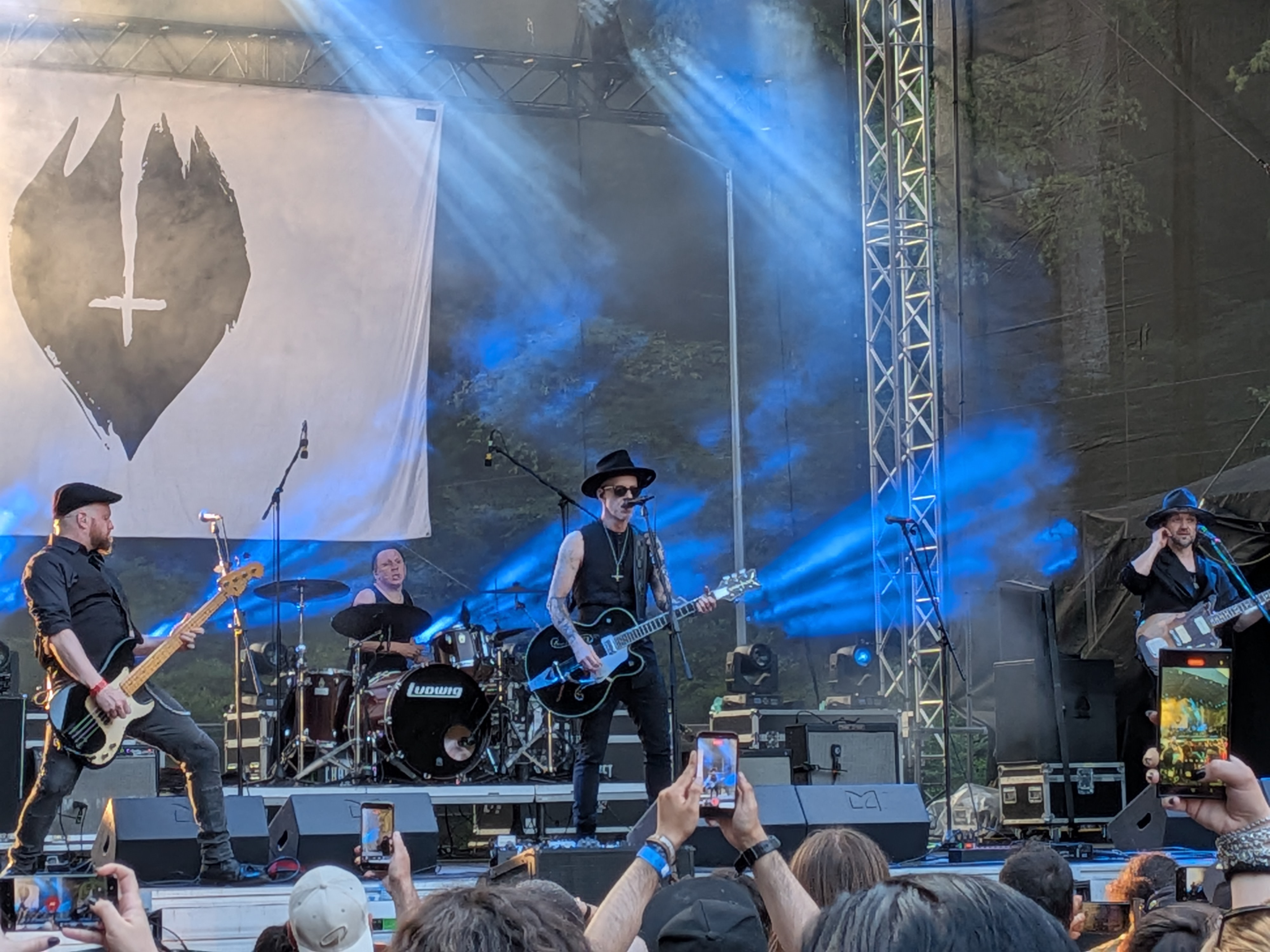
Formația poloneză Me and That Man pe scena „Andrei Calmuc”.

| Scena „Adrian Rugină”                             |                                                                 |                                                                                         |                                                                                                  |                                                                |
| 30 iulie 2025                                     | 31 iulie 2025                                                   | 1 august 2025                                                                           | 2 august 2025                                                                                    | 3 august 2025                                                  |
| Emperor Katatonia Green Lung Midnight Night Demon | Gojira While She Sleeps Soen Orange Goblin Omnium Gatherum 1914 | Electric Callboy Blood Fire Death Wind Rose Septicflesh Harakiri for the Sky Dopethrone | Powerwolf Blind Guardian (Anulat) Lord of the Lost Fleshgod Apocalypse Self Deception Urban Grey | Wardruna Static X Bloodbath Dope Mimi Banks Taking Back August |

| Scena „Brașov”                                       |                                                                        |                                                            |                                                                                   |                                                                   |
| 30 iulie 2025                                        | 31 iulie 2025                                                          | 1 august 2025                                              | 2 august 2025                                                                     | 3 august 2025                                                     |
| Mastodon Zeal & Ardor Demolition Hammer Slomosa Dool | Within Temptation Obituary Thrown Brujeria Wolfheart Engineer of Death | Kerry King Alestorm Fit for a King Thy Catafalque Fittonia | Carpenter Brut Apocalyptica Ensiferum Rivers of Nihil Charlotte Wessels Benighted | Sepultura Dirty Shirt Agnostic Front Attila (Anulat) Party Cannon |

| Scena „Andrei Calmuc”                                                                           | | |                                                                                     | |
| 30 iulie 2025                                                                                   | 31 iulie 2025                                                                                                 | 1 august 2025                                                                                            | 2 august 2025                                                                       | 3 august 2025 |
| Coma Myrkur Unprocessed Kanonenfieber Witch Club Satan Shining Ghost Bath Rotten Sound Clitgore | Madball The Kovenant Oranssi Pazuzu Between the Buried and Me Exhorder Warbringer High Parasite Ordinul Negru | Hellbutcher Primordial Within Destruction Asphyx Me And That Man Envy Doomnezeu Escuela Grind Hellripper | Nile Dark Angel Bane Kataklysm Krisiun Aura Noir Discharge Wolfbrigade Take No More | Marduk Terrorizer Draconian Dying Fetus Swallow the Sun And So I Watch You from Afar Am Fost La Munte Și Mi-a Plăcut Nasty Tolminator Band |

## Rockstadt Extreme Fest 2026
Pe 23 aprilie 2025, site-ul oficial al festivalului a anunțat că ediția din 2025 va fi ultima care se va desfășura la Râșnov. Organizatorii au motivat decizia prin spațiul insuficient, numărul crescând de bilete vândute, regulile de securitate și nevoia de a fi asigurat confortul necesar tuturor participanților. Un alt factor care a contribuit la decizia de mutare a evenimentului a fost faptul că formațiile doresc să se prezinte în fața publicului cu un nivel ridicat al producțiilor, lucru dificil sau imposibil de asigurat în spațiul relativ restrâns al terenului de biatlon de la Râșnov. S-a sugerat că noul loc de desfășurare al evenimentului fusese deja stabilit, însă nu au fost oferite mai multe detalii. Organizatorii au spus totuși că noul spațiu „va oferi o suprafață mult extinsă pentru zona de camping, o suprafață considerabil mai mare pentru zona de festival, dar și mai multe locuri disponibile pentru hoteluri și cazări”. Pentru a recompensa buna colaborare cu autoritățile din Râșnov de-a lungul anilor, organizatorii au propus crearea unei festival mai mic, care să rămână la Râșnov și care să se desfășoare la începtul lunii iunie 2026, iar Primăria Râșnov a acceptat.
Noul loc de desfășurare a festivalului a fost făcut public pe 2 iulie 2025: un teren de două ori mai mare decât cel vechi de la Râșnov, situat în imediata apropiere a gării Ghimbav. S-a anunțat și o ușoară modificare a datei evenimentului, care va avea loc între 27 și 31 iulie 2026, de luni până vineri. S-a renunțat la zilele de sâmbătă și duminică pentru a ajuta trupele „să își aducă cu ele întreaga producție, oferind un progam de turneu mult mai flexibil în ceea ce privește desfășurarea concertelor în această parte a Europei”. Organizatorii și-au propus să prezinte „cea mai mare distribuție de trupe realizată vreodată în istoria acestui festival”, anunțând deja și primele două nume: Helloween și Accept.

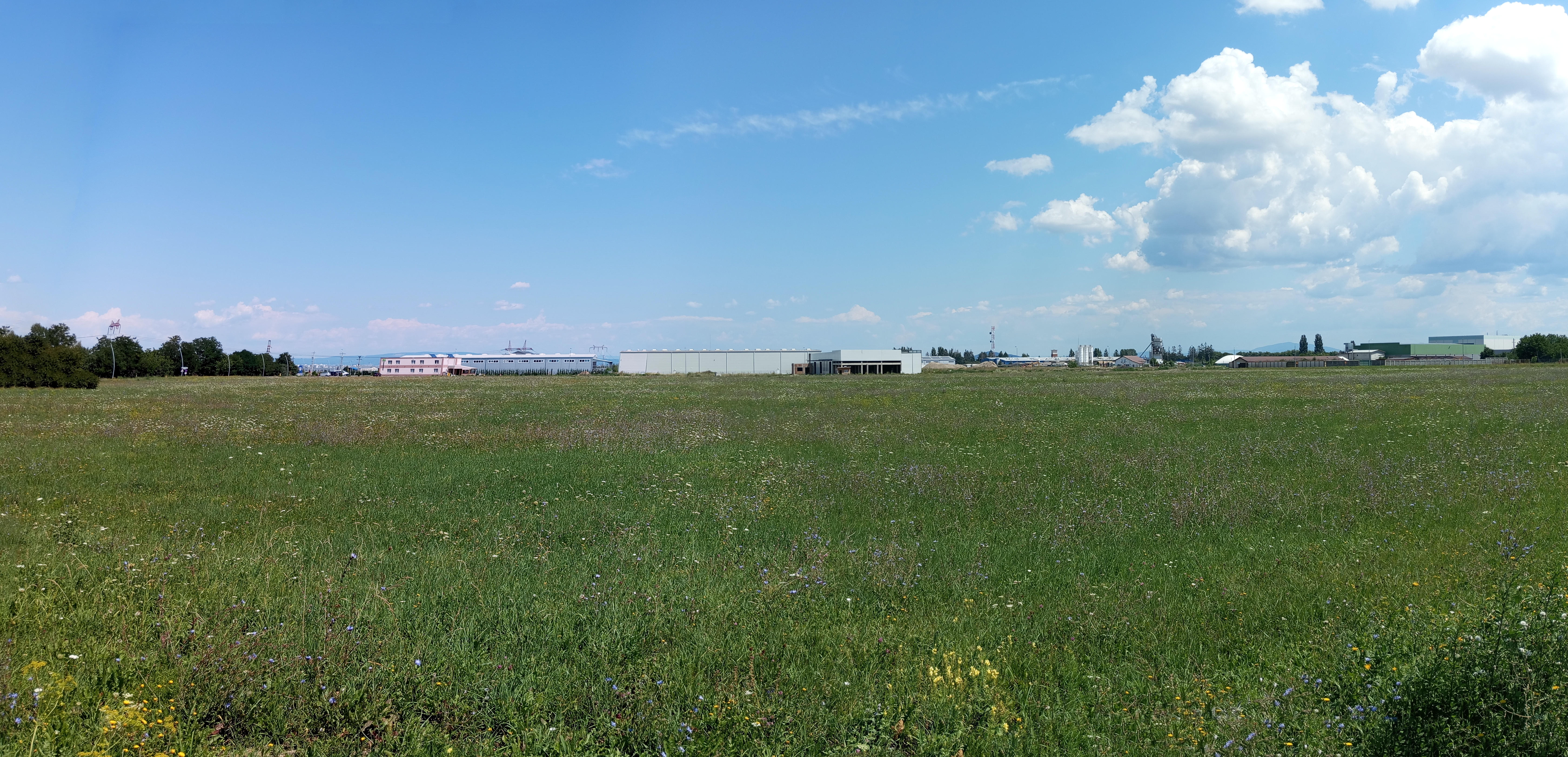
Noul loc de desfășurare a festivalului de la Ghimbav.
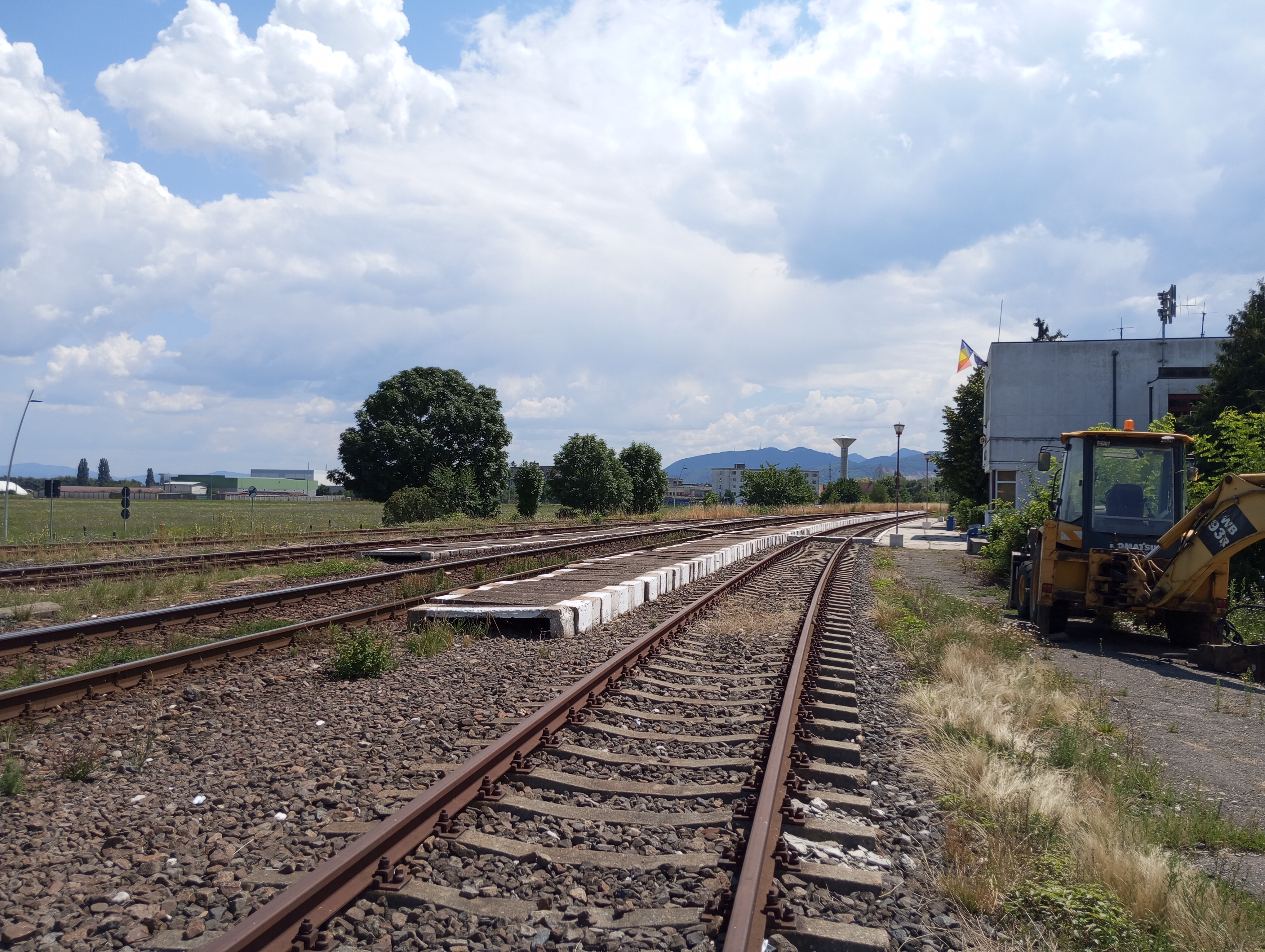
Gara Ghimbav (dreapta) și noul loc de desfășurare a festivalului (stânga).

Primele abonamente pentru toate cele cinci zile au fost puse în vânzare în iulie 2025, la prețul de 825 de lei, respectiv 882 de lei pe 1 august. După această dată, un nou set de abonamente cu prețul de 1050 de lei a putut fi cumpărat doar de la casieriile festivalului. După încheierea ediției 2025, prețul abonamentelor a devenit 1250 de lei.
Noi nume de trupe care au confirmat participarea la ediția 2026 au fost anunțate în ultima zi a ediției 2025. Printre ele: Lamb of God, In Flames, Nevermore, In Extremo, Thy Art is Murder, Bleed From Within, Of Mice and Men, Perturbator, Igorrr, Deicide, Orbit Culture, Alcest, Cryptopsy, Decapitated, Death Angel, Fit for An Autopsy, Immolation, Municipal Waste. Tot în luna august 2025 au fost anunțate și recitalurile trupelor Godsmack și Tribulation.